# ديفيد غالفان
ديفيد غالفان (بالإسبانية: David Galván) هو عداء مسافات طويلة مكسيكي، ولد في 6 أبريل 1973 في Cuatro Ciénegas ‏ في المكسيك.

## وصلات خارجية
- ديفيد غالفان على موقع الاتحاد الدولي لألعاب القوى (الإنجليزية)
- ديفيد غالفان على موقع أوليمبيديا (الإنجليزية)